# Peter Müller (Ministerpräsident)

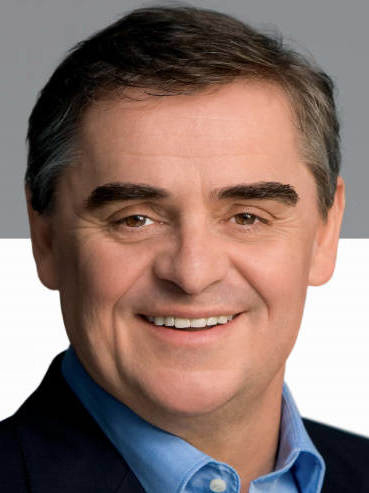
Peter Müller (2009)

Peter Aloysius Müller (* 25. September 1955 in Illingen, Saarland) ist ein ehemaliger deutscher Politiker (CDU). Er war von 1999 bis 2011 Ministerpräsident und von 2009 bis 2011 auch Justizminister des Saarlandes. Von Dezember 2011 bis Dezember 2023 war er Richter des Bundesverfassungsgerichts.

## Leben

### Ausbildung und Beruf
Müller wuchs im Eppelborner Gemeindeteil Bubach-Calmesweiler auf. 1974 absolvierte er das Abitur am Realgymnasium Lebach. Von 1975 bis 1983 studierte er an der Universität des Saarlandes und an der Universität Bonn Rechts- und Politikwissenschaft. Das Jurastudium schloss er 1983 mit der Ersten juristischen Staatsprüfung und der Note „sehr gut“ ab; das Studium der Politikwissenschaft beendete er ohne Abschluss. Es folgte von 1983 bis 1986 das Rechtsreferendariat. Zeitgleich war er als wissenschaftlicher Assistent am Lehrstuhl für Staats- und Verwaltungsrecht II der Universität des Saarlandes tätig. Eine in dieser Zeit begonnene Doktorarbeit blieb unvollendet. Nach seiner Zweiten juristischen Staatsprüfung mit der Note „gut“ war er ab April 1986 als Richter tätig, zunächst am Amtsgericht Ottweiler, später am Landgericht Saarbrücken. Seit 1990 war Müller beurlaubt. Des Weiteren war er Lehrbeauftragter an der Universität des Saarlandes.

### Politische Laufbahn

#### Partei
In den Anfangsjahren seiner politischen Tätigkeit war er zunächst in der Jungen Union tätig. Ihr trat er 1971 bei. Schnell stieg er in den Bundes- und Landesvorstand auf. Von 1983 bis 1987 war er Landesvorsitzender der JU Saar. Ab 1990 war Müller Mitglied der CDU-Landtagsfraktion. In jener Legislaturperiode bekleidete er durchgehend das Amt des Parlamentarischen Geschäftsführers. Am 12. April 1994 wurde er zum Fraktionsvorsitzenden der CDU gewählt.
Dem Landesvorstand gehörte er zu Beginn als Grundsatzreferent an. Im November 1995 wurde Müller zum Landesvorsitzenden der Saar-CDU gewählt. In diesem Amt wurde er 1997 mit 97 % der Stimmen bestätigt. Nach fast 16 Jahren Amtszeit trat Müller im Mai 2011 von diesem Amt zurück. Als Nachfolgerin wurde seine Wunschkandidatin Annegret Kramp-Karrenbauer gewählt.
Von 1998 bis 2011 war Müller Mitglied im Bundespräsidium der CDU. Er steht der informellen parteiinternen Gruppe der „Jungen Wilden“ nahe und er wird dem Andenpakt zugerechnet. Am 17. August 2005 berief die damalige CDU-Kanzlerkandidatin Angela Merkel Müller für das Wirtschaftsressort in ihr Kompetenzteam. Da nach der Bundestagswahl Michael Glos (CSU) das Wirtschaftsressort übernahm, blieb Müller trotz des über die Landesliste erreichten Bundestagsmandats Ministerpräsident. Am 28. November 2005 gab er sein Bundestagsmandat wieder auf. Für ihn rückte Hermann-Josef Scharf nach.

#### Ministerpräsident
Bei der Landtagswahl 1999 erhielt die CDU 45,5 % der Stimmen und eine knappe absolute Mehrheit der Mandate. Müller wurde am 29. September 1999 zum Ministerpräsidenten des Saarlandes gewählt. Er regierte bis August 2009 mit absoluter Mehrheit (Kabinette Müller I und Müller II) und anschließend bis zum 9. August 2011 mit einer Jamaika-Koalition (Müller III).
Gemeinsam mit anderen CDU-Ministerpräsidenten, insbesondere Roland Koch, protestierte er während der Bundesratssitzung vom 22. März 2002 gegen den Ablauf der Abstimmung über das Zuwanderungsgesetz und verließ schließlich die Sitzung. „Die Empörung hatten wir verabredet“, sagte Müller später. „Das war Theater, aber legitimes Theater.“ Das Zuwanderungsgesetz wurde später vom Bundesverfassungsgericht für verfassungswidrig erklärt, weil die Stimmabgabe im Bundesrat falsch abgelaufen war.
Die CDU erhielt bei der Landtagswahl am 5. September 2004 47,5 % der Stimmen und konnte damit ihren Vorsprung gegenüber der bis 1999 regierenden SPD ausbauen.
Ab dem 4. Juli 2007 war er als Vertreter der Länder Mitglied im ZDF-Verwaltungsrat. Am 10. Oktober 2008 wurde Müller turnusgemäß zum Bundesratspräsidenten gewählt. Er amtierte vom 1. November 2008 bis 31. Oktober 2009; ihm folgte der Senatspräsident von Bremen Jens Böhrnsen. Müller blieb bis zum 31. Oktober 2010 als Erster Vizepräsident Mitglied des Präsidiums des Bundesrates.
Die CDU Saar nominierte Müller als ihren Spitzenkandidat für die Landtagswahl 2009. Die CDU erhielt 34,5 Prozent der Stimmen und verlor die absolute Mehrheit der Landtagssitze. In Sondierungsgesprächen mit FDP und Bündnis 90/Die Grünen schloss Müller die erste Jamaika-Koalition in einem deutschen Bundesland. Am 10. November 2009 wurde er mit allen 27 (von 50) Stimmen seiner Koalition als Ministerpräsident wiedergewählt. In seinem dritten Kabinett übernahm Müller zudem die Leitung des Justizministeriums. Er gehörte dem Ausschuss der Regionen der Europäischen Union an.
Der Verfassungsgerichtshof des Saarlandes entschied am 1. Juli 2010 (Lv 4/09), dass die Regierung Müller mit der Beifügung von Broschüren über die Arbeit der Landesregierung zu den Besoldungsabrechnungen der Beamten in unzulässiger Weise Wahlwerbung betrieben habe.
Von 2003 bis 2006 und kurzzeitig 2011 war Müller zudem Bevollmächtigter der Bundesrepublik Deutschland für kulturelle Angelegenheiten im Rahmen des Vertrags über die deutsch-französische Zusammenarbeit.
Am 9. August 2011 trat Müller, wie bereits im Januar angekündigt, vom Amt des Ministerpräsidenten zurück. Als Hintergrund galt sein späterer Wechsel als Richter ans Bundesverfassungsgericht in Karlsruhe. Zu seiner Nachfolgerin wurde am 10. August Annegret Kramp-Karrenbauer gewählt.

#### Richter des Bundesverfassungsgerichts
Im Dezember 2010 wurde bekannt, dass Müller im Herbst 2011 als Nachfolger von Udo Di Fabio ans Bundesverfassungsgericht in Karlsruhe wechseln solle. Müller dementierte die Meldung nicht und ließ verkünden, da „im Augenblick“ keine Entscheidung anstehe, gebe es „keinerlei Veranlassung“ für eine Stellungnahme. Ende Januar 2011 wurde die Frage laut, welche juristischen Qualifikationen Müller für das Amt eines Richters des Bundesverfassungsgerichts aufweise. Am 25. November 2011 wurde er schließlich einstimmig vom Bundesrat zum Richter in den Zweiten Senat des Bundesverfassungsgerichts gewählt. Am 19. Dezember 2011 wurde er vom Bundespräsidenten ernannt. Nach Gebhard Müller ist er damit der zweite Ministerpräsident, der Verfassungsrichter wurde.
Zu dem Urteil des Gerichts vom 26. Februar 2014, das die Drei-Prozent-Sperrklausel im Europawahlgesetz für verfassungswidrig erklärte, gab Müller ein Sondervotum ab.
Im Juli 2014 wurde Müller von seinen Richterkollegen einstimmig zum Berichterstatter des Dezernats „Wahlen und Parteienrecht“ gewählt. Damit folgte er dem Bundesverfassungsrichter Michael Gerhardt, der aus persönlichen Gründen seine vorzeitige Versetzung in den Ruhestand beantragt hatte.
Am 24. November 2023 wählte der Bundesrat Peter Frank zu Müllers Nachfolger. Am 21. Dezember 2023 übergab der Bundespräsident Müller die Entlassungsurkunde und ernannte seinen Nachfolger.

### Familie
Peter Müller ist verheiratet. Mit seiner Frau Astrid hat er drei Kinder.

## Politische Positionen
Müller spricht sich für die Einführung des Mehrheitswahlrechts in Deutschland aus.

## Ehrungen
- 2000 wurde Peter Müller in Düsseldorf mit dem Deutschen Mittelstandspreis der markt-intern-Verlagsgruppe ausgezeichnet.
- 2001 wurde ihm das Große Silberne Ehrenzeichen am Bande für Verdienste um die Republik Österreich verliehen.[23]
- 2001 erhielt er von der Keiō-Universität in Japan die Ehrendoktorwürde.
- 2001 verlieh ihm die Landespressekonferenz Saar den Medienpreis Goldene Ente.
- 2003 erhielt er in Berlin die Auszeichnung Ministerpräsident des Jahres, da das Saarland in den Jahren 2000 bis 2002 nach der Studie der Initiative Neue Soziale Marktwirtschaft und der Wirtschaftswoche in der Wirtschaftsentwicklung das dynamischste aller Bundesländer war.
- 2004 wurde er Botschafter des Bieres des Deutschen Brauer-Bundes.
- 2006 wurde Müller als erster Ministerpräsident erneut mit dem Titel Ministerpräsident des Jahres ausgezeichnet.
- 2007 erhielt Müller das Große Verdienstkreuz mit Stern und Schulterband der Bundesrepublik Deutschland.
- 2008 erhielt Müller den französischen Orden eines Commandeur dans l’Ordre des Arts et des Lettres (Orden für Kunst und Literatur).